# Tomislav Dančulović
Tomislav Dančulović, né le 15 juin 1980 à Rijeka, est un coureur cycliste croate.

## Biographie
Tomislav Dančulović participe au championnat du monde sur route des moins de 23 ans en 2001 à Lisbonne au Portugal (81e), et en 2002 à Hasselt en Belgique (78e).
De 2003 à 2006, il court pour l'équipe slovène Perutnina Ptuj, qui évolue en troisième division (GSIII) puis acquiert le statut d'équipe continentale en 2005. Il est champion de Croatie sur route en 2004 et 2007 et remporte le Rhône-Alpes Isère Tour en 2006. En 2007, il rejoint l'équipe croate Loborika, qui devient une équipe continentale en 2009. Il participe à Stuttgart, en Allemagne, à la course de ligne élites des championnats du monde de cyclisme sur route 2007, lors de laquelle il abandonne. Il est de nouveau champion de Croatie sur route en 2008.

## Palmarès sur route
- 2003
  - 2e du championnat de Croatie du contre-la-montre
- 2004
  -  Champion de Croatie sur route
  - 3e des Paths of King Nikola
  - 3e du Grand Prix de la Forêt-Noire
- 2006
  - Classement général du Rhône-Alpes Isère Tour
  - 3e du Gran Premio Folignano
- 2007
  -  Champion de Croatie sur route
  - Grand Prix de la ville de Felino
  - Gara Ciclistica Milionaria
- 2008
  -  Champion de Croatie sur route
- 2009
  - Trofeo Zssdi
- 2011
  - Raiffeisen Grand Prix
  - 2e du Tour de Slovaquie
  - 2e du championnat de Croatie sur route

## Classements mondiaux
| Année           | 2005 | 2006 | 2007 | 2008 | 2009 | 2010 | 2011 |
| --------------- | ---- | ---- | ---- | ---- | ---- | ---- | ---- |
| UCI Africa Tour |      |      |      |      |      | 102e |      |
| UCI Asia Tour   |      |      |      |      |      | 206e | 105e |
| UCI Europe Tour | 475e | 203e | 98e  | 277e | 332e |      | 86e  |